# Salon de massage

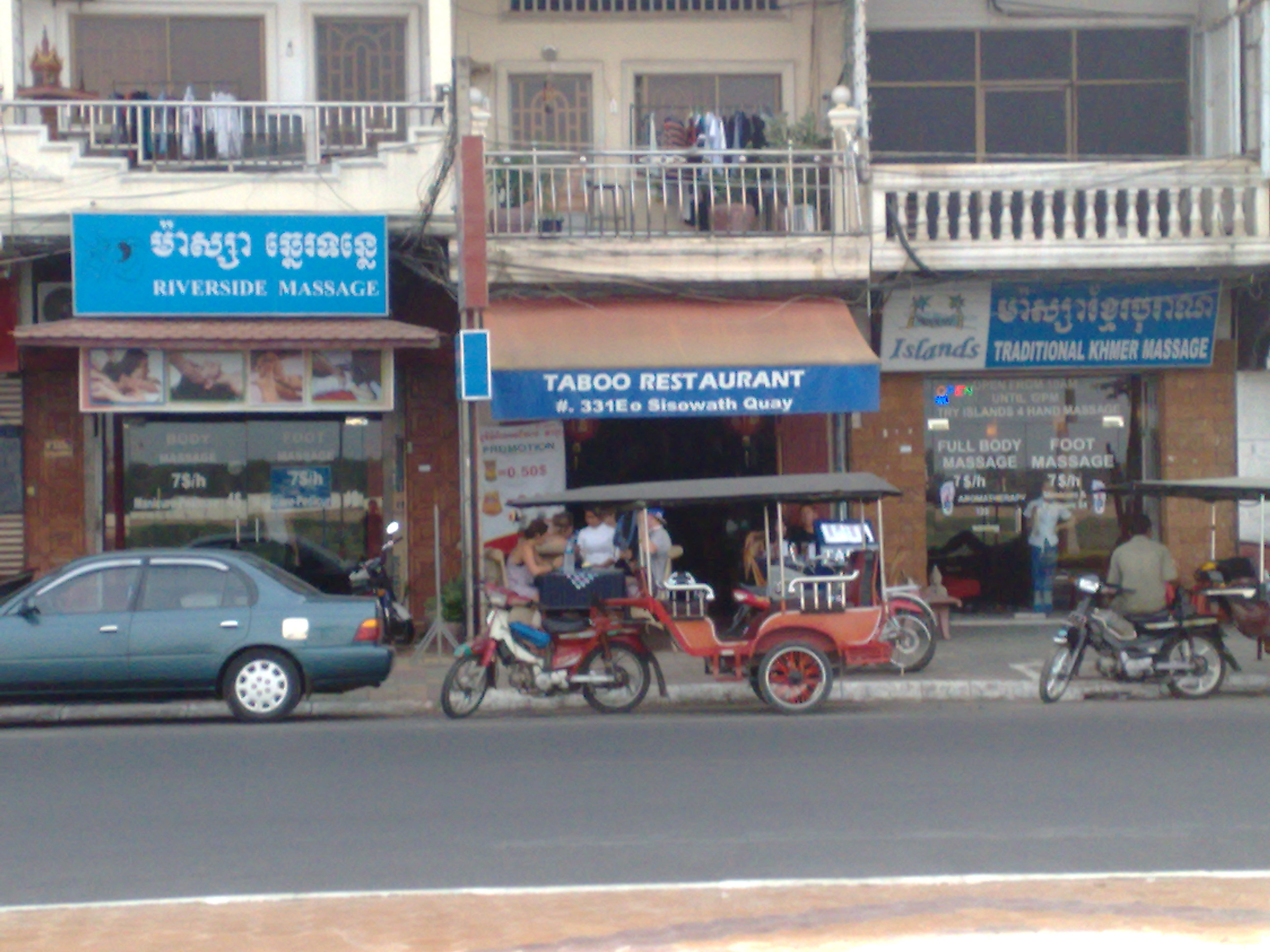
Salons de massage au Cambodge.

Un salon de massage est un lieu où sont proposées des prestations de massage. À partir du XIXe siècle, dans les pays anglophones, l'expression sert d'euphémisme pour désigner un bordel. Divers pays comptent des salons de massage dont l'enseigne dissimule des prestations sexuelles tarifées.

## Historique
À partir du XIXe siècle, dans les pays anglophones, l'expression sert d'euphémisme pour désigner un bordel,.
En 1894, la British Medical Association (BMA) mène une enquête sur les compétences et les pratiques des masseurs à Londres ; la conclusion indique que la prostitution est monnaie courante chez les praticiens sans qualification et endettés, qui exercent souvent en se prévalant de diplômes falsifiés. En réaction, les masseurs qualifiés fondent la Society of Trained Masseuses (qui, aujourd'hui, est devenue la Chartered Society of Physiotherapy (en)), qui valorise un niveau élevé de compétences ainsi qu'un modèle médical de formation au massage.
Il existe une zone grise et une ambivalence sur le moment où un massage ordinaire glisse vers un massage érotique lorsque les personnes éprouvent une excitation pendant l'opération.

## Dans le monde

### États-Unis
Aux États-Unis, les salons de massage sont corrélés à la prostitution depuis le XIXe siècle. En 2019, selon un rapport du Polaris Project, le territoire américain compte environ 9 000 salons de massage où sont proposées des prestations sexuelles. La plupart des employées sont des femmes chinoises. En général, les plus grandes villes du pays comptent des centaines de salons et ils sont aussi présents dans les petites villes.
Les prestations sexuelles proposées dans les salons de massage vont d'une simple masturbation du client au sexe oral, voire au « service complet ». Les prestations varient,.
Dans de nombreuses villes américaines importantes, il existe des salons asiatiques, qui se présentent comme pratiquant le massage thaï traditionnel. Parfois, ces établissements ne sont que des paravents pour des activités de prostitution. En 2005 à Washington, plus de 40 prétendus salons de massage asiatiques (surtout coréens) sont en réalité des bordels ; chacun de ces établissements gagne en moyenne 1,2 million de dollars par an. Plus de 200 autres salons (qui n'ont pas d'enseigne et dont les activités se déroulent souvent dans des domiciles privés) fréquentés principalement par des clients Mestizo gagnent au moins 800 000 dollars chaque année,.
Au cours des années 2000, dans les principaux centres urbains des États-Unis, les parutions rencontrent une pression contre la publicité pour les salons de massage. Quand la loi Fight Online Sex Trafficking Act est promulguée le 11 avril 2018, le site Craigslist, destiné aux petites annonces, retire toutes les publicités personnelles. Un autre site du même type, Backpage, est fermé par les autorités fédérales le même mois.
Les organismes américains d'application des lois tentent d'obtenir la fermeture des salons de massage qui contreviennent aux lois fédérales, étatiques ou locales. Les infractions peuvent conduire jusqu'à l'emprisonnement à perpétuité dans certains cas, surtout quand l'affaire concerne la traite des êtres humains aux États-Unis.
Entre 1980 et 2009, la prostitution est connue dans les salons de massage au Rhode Island (surnommés aussi des « spas »). À cette époque, la prostitution au Rhode Island (en) est légale tant qu'elle se déroule « à l'abri de portes fermées ».
En 2010 au New Jersey, les estimations veulent que 525 salons de massage soient des façades pour la prostitution.
Dans une enquête encore en cours, menée par le service de sociologie de l'université Columbia sur la prostitution à New York, les résultats indiquent qu'entre 1991 et 2010, la croissance d'Internet et des téléphones mobiles « a permis à certains travailleurs du sexe de professionnaliser leur service » ; ils et elles quittent la prostitution de rue pour investir des marchés « en intérieur » (y compris les salons de massage et les agences d'escort (en)). En janvier 2011, une enquête du Time Out New York dévoile que les salons de massage à New York réclament un « droit d'entrée » (qui est versé directement à la mama-san du lieu) de 60 à 100 dollars à chaque visite, et un pourboire supplémentaire aux travailleurs du sexe (environ 40 dollars) pour un massage qui se termine par une « fin heureuse » de base (à savoir, masturbation du client). La plupart des salons de massage étudiés appliquaient une politique stricte sur l'interdiction, pour le client, de toucher les masseuses mais, dans certains salons, il était possible de négocier des prestations différentes.

### France

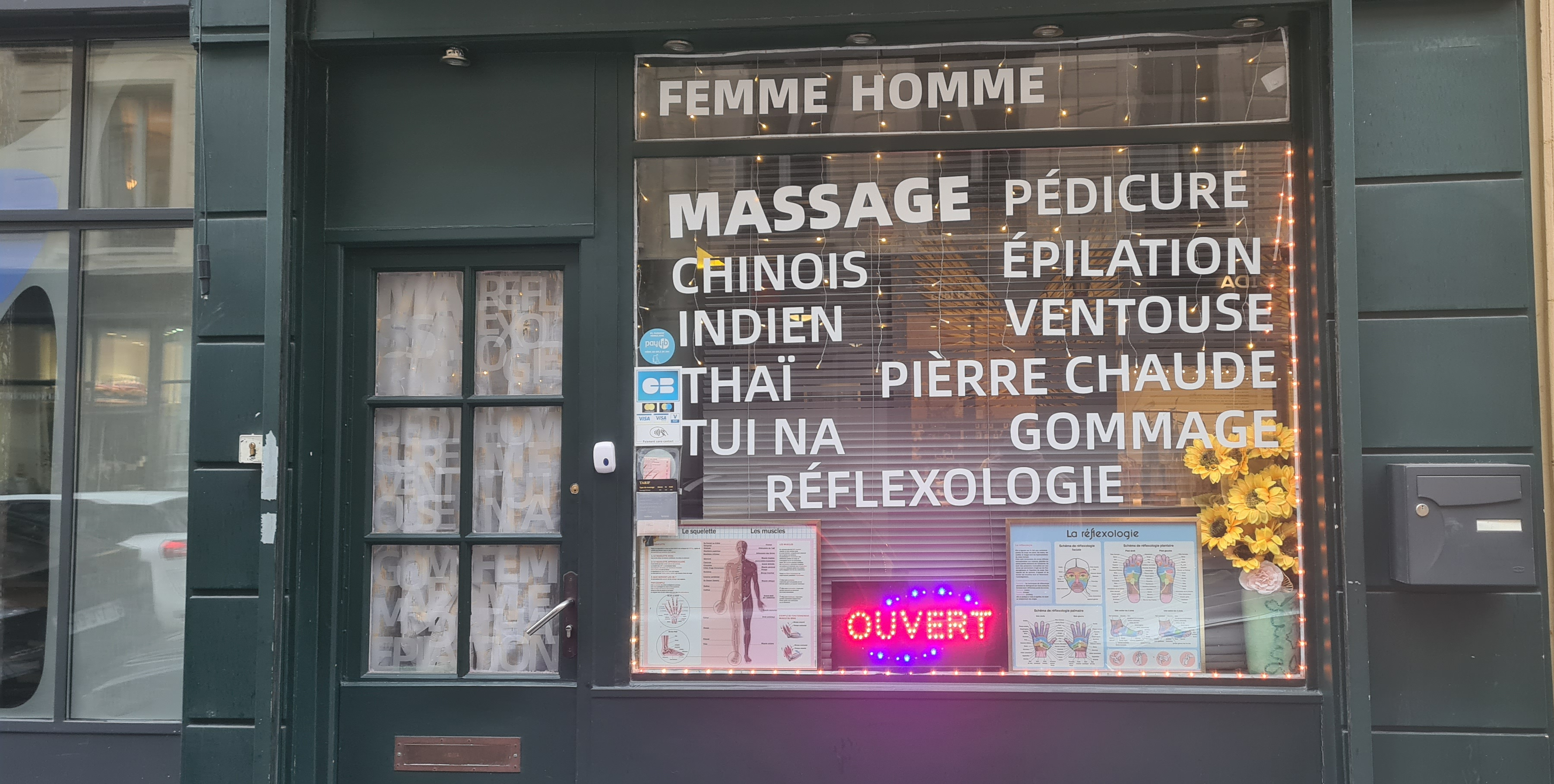
Salon de massage dans le 17e arrondissement de Paris.

En 2015 à Paris, « 300 salons de massage sont soupçonnés de pratiquer la prostitution ». En été 2021, l'association Zéromacho mène une enquête sur les salons de massage parisiens qui, en réalité, sont des lieux de prostitution et en recense plusieurs dizaines.
En mars 2025, alors que 426 salons de massage qui offriraient des services sexuels tarifés sont dénombrés à Paris, la ministre chargée de l'Égalité entre les femmes et les hommes, Aurore Bergé, annonce le contrôle des salons de massage et la fermeture de ceux qui permettent la prostitution,.

### Royaume-Uni
Au Royaume-Uni, la prostitution (en) est légale en soi, mais ce n'est pas le cas pour d'autres activités comme le proxénétisme, la détention ou la gestion d'un bordel. Toutefois, les lois ne sont pas toujours appliquées avec sévérité. Il existe de nombreux bordels dans des villes comme Manchester, Londres et Cardiff ; ils passent par des commerces légitimes en se présentant comme des « salons de massage ». Les policiers n'interviennent guère contre ces établissements,,. Les salons de massages font parfois l'objet d'une publicité dans la presse mais un journal qui accepte de publier la publicité d'un bordel déguisé en salon de massage s'expose aux poursuites judiciaires pour acte de blanchiment d'argent selon la loi Proceeds of Crime Act 2002 (en). La Newspaper Society conseille à ses membres (c'est-à-dire la majorité des journaux locaux) de refuser la publication des petites annonces pour des prestations sexuelles. Elle avertit les éditeurs que les salons de massage servent régulièrement de paravent à des transactions sexuelles illégales ; aussi la Newspaper Society propose-t-elle de vérifier les qualifications de l'annonceur pour s'assurer que ses services sont légitimes. Les groupes de presse appliquent souvent une politique de refus envers toute publicité concernant les salons de massage.
En 2005, la presse relate qu'à Manchester sont implantés quelque 80 « salons de massages » dont l'enseigne dissimule en réalité la prostitution et que la police se détourne de la question, préférant s'efforcer de réduire la prostitution de rue. En octobre 2005, le Manchester Evening News raconte qu'un « proxénète déclaré est sorti libre du tribunal quand le juge a appris que la police avait fait semblant de ne pas voir la prostitution organisée dans les salons de massage à Manchester ».
En décembre 2007, le Manchester Evening News retire de ses publications toutes les publicités pour des salons de massage après une réunion entre les ministres, les éditeurs et les représentants du secteur de la publicité. Cette décision fait également suite aux déclarations de Harriet Harman, ministre des Femmes et des Égalités, à la Chambre des communes le 25 octobre : elle déclare que certains journaux locaux favorisent l'esclavage en acceptant de publier des petites annonces publicitaires pour le compte de femmes étrangères.

### Thaïlande
La Thaïlande est renommée pour ses pratiques en matière de spa et, notamment, les soins traditionnels et non-sexuels de massage thaï ; cependant, en Thaïlande, le terme « salon de massage » renvoie en général au massage érotique.
En 1996, les femmes étrangères constituaient la majorité des prostituées présentes dans 40 lieux de plaisir, implantés dans 18 provinces frontalières, qui étaient des bordels déguisés sous l'enseigne fallacieuse de bars karaoké (en), de restaurants et de salons de massage traditionnels. Dans certains de ces commerce, il n'y avait aucune femme thaï. Mi-1997, de plus en plus de jeunes filles, dont plus de 60 % ont moins de 18 ans, entrent en Thaïlande via les douanes de quartier de Mae Sai (en) pour servir dans des salons de massage et des bordels.
La différence légale entre un « spa » et un « salon de massage » est floue. En 2016, la Federation of Thai Spa Associations (FTSPA) demande aux autorités de mettre un frein aux prestations sexuelles proposées dans certains salons de massage. La FTSPA soutient que certaines personnalités influentes exploitent des carences juridiques pour ouvrir des « jolis spas » ou des salons de massage où les touristes peuvent s'offrir des prestations sexuelles.